# Sambia-Schirrantilope
Die Sambia-Schirrantilope (Tragelaphus ornatus) ist eine mittelgroße afrikanische Antilopenart aus dem Artenkomplex der Buschböcke, die im Süden der DR Kongo, in Angola, Sambia, Malawi, im namibischen Caprivizipfel, im Norden von Botswana und in der mosambikanischen Provinz Tete vorkommt.

## Merkmale

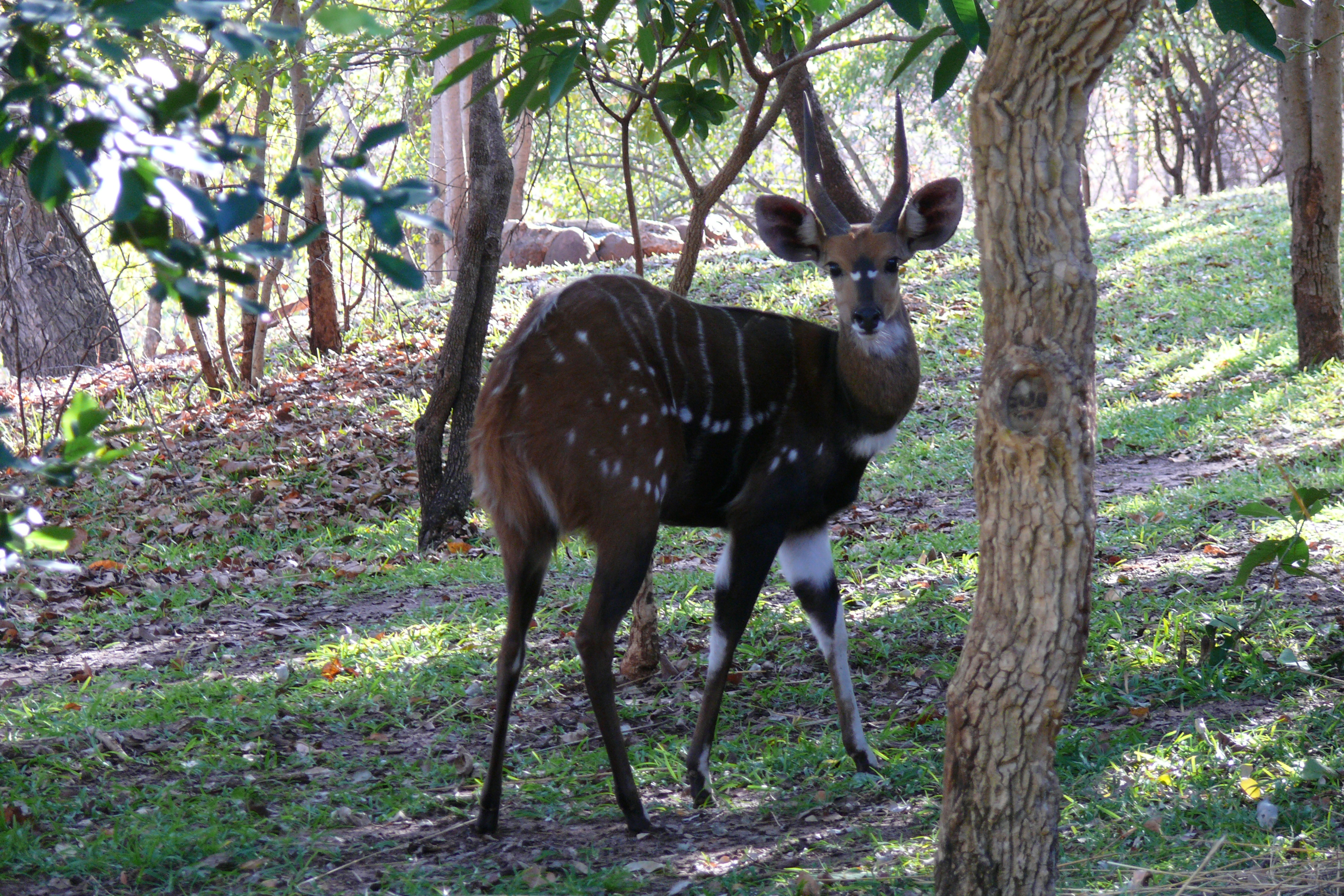
Männchen der Sambia-Schirrantilope

Wie alle Buschböcke ist die Sambia-Schirrantilope eine mittelgroße Antilope, die einen deutlichen Geschlechtsdimorphismus zeigt. Die folgenden Maßangaben gelten für alle Buschböcke. Genauere Angaben für die Sambia-Schirrantilope liegen bis jetzt nicht vor. Die Kopf-Rumpf-Länge der Männchen liegt bei 117 bis 145 Zentimeter, ihre Schulterhöhe beträgt 64 bis 100 Zentimeter und sie wiegen ca. 40 bis 80 kg. Weibchen sind 61 bis 85 Zentimeter lang, die Schulterhöhe liegt bei 61 bis 85 Zentimeter und sie werden 24 bis 60 kg schwer. Im Durchschnitt liegt das Gewicht der Männchen bei 160 % des Gewichts der weiblichen Exemplare. Der Schwanz der Tiere ist 19 bis 24 Zentimeter lang. Männchen sind dunkel rotbraun gefärbt, mit einem schwärzlichen Widerrist und 6 bis 8 weißen Querstreifen. Das obere Längsband fehlt oft, das untere ist zu einer Punktreihe umgewandelt und endet an den Hüften in einer Ansammlung weißer Flecken. Oberhalb der Sprunggelenke sind die Außenseiten der Beine schwärzlich, darunter rötlich. Die Innenseiten der Beine sind weiß. An den Vorderseiten der Hinterbeine verläuft ein weißer Streifen von den Knien bis zu den Sprunggelenken. Weiblichen sind hell rotbraun gefärbt und zeigen bis zu drei Querstreifen. Der Schwanz ist relativ kurz, langhaarig und buschig. Die Oberseite hat die gleiche Farbe wie der Rücken, die Unterseite ist weiß und die Spitze in den meisten Fällen schwarz. Ohren und Augen sind relativ groß. Die Hinterbeine sind etwas länger als die Vorderbeine. Nur die Männchen besitzen Hörner. Diese sind fast gerade, gekielt und spiralig gewunden, aber normalerweise nur mit einer Windung. Die durchschnittliche Hornlänge liegt bei 30 Zentimeter. Leistendrüsen sind vorhanden. Sie befinden sich vor den Milchdrüsen. Männliche Schirrantilopen haben 33 diploide Chromosomen, weibliche 34.
Die Zahnformel lautet: {\displaystyle {\frac {0.0.3.3}{3.1.3.3}}}.

## Lebensraum und Lebensweise

Das Verbreitungsgebiet der Sambia-Schirrantilope

Wie alle Buschböcke ist die Sambia-Schirrantilope sehr anpassungsfähig und kommt mit einer Vielzahl von Habitaten zurecht. Sie lebt vor allem in lichten Wäldern, an Waldrändern, am Ufer des Kariba-Stausees in einem vom mehrjährigen Chrysopogon nigritanus geprägten Hochgras-Lebensraum, in den Miombo-Waldsavannen und in Mopane und Baikiaea-Wälder zu beiden Seiten des Sambesi und in Akazien-Baikiaea-Wälder in der Kalahari und dem westlichen Sambesigebiet. Sambia-Schirrantilope sind vermutlich dämmerungs- und nachtaktiv und verbringen einen Großteil des Tages ruhend oder wiederkäuend im Wald. Genauere Informationen sind weder zu den Aktivitätsmustern noch zur Ernährung vorhanden. Wie anderer Buschbockarten ernähren sich Sambia-Schirrantilopen vermutlich von Blättern von Sträuchern, Hülsenfrüchten und anderen Pflanzen. Im Chobe-Nationalpark in Botswana sind sie sind beim Fressen oft mit Bärenpavianen vergesellschaftet und unter Leberwurstbäumen oft mit Grünen Meerkatzen, möglicherweise eine Beziehung zum gegenseitigen Vorteil (Kommensalismus), da sie sich gegenseitig auf mögliche Gefahren aufmerksam machen. Sambia-Schirrantilopen unternehmen keine langen Wanderungen und sind in der Regel allein unterwegs. Über ihr Fortpflanzungsverhalten liegen nur wenige Angaben vor. Im nördlichen Simbabwe werden die meisten Kälber im Oktober und November geboren. Die Trächtigkeitsdauer liegt bei etwa sechs Monaten.

## Systematik
Die Sambia-Schirrantilope wurde 1900 durch den englischen Zoologen Reginald Innes Pocock erstmals wissenschaftlich beschrieben. In der Familie der Hornträger (Bovidae) gehört sie zur Unterfamilie Bovinae und der Tribus Tragelaphini.
Bis zur Revision der Hornträger im Jahr 2011 durch Colin Groves und Peter Grubb war die Sambia-Schirrantilope nur eine Unterart des Buschbocks (Tragelaphus scriptus). Groves und Grubb erhoben alle acht Unterarten des Buschbocks zu eigenständigen Arten und fassten diese zu zwei Artengruppen zusammen, die Tragelaphus sylvaticus-Gruppe in Ostafrika, dem südlichen Afrika und Angola und die Tragelaphus scriptus-Gruppe in Westafrika, Zentralafrika und Teilen des Kongobeckens. Die Sambia-Schirrantilope gehört zur Tragelaphus sylvaticus-Gruppe, die außerdem noch die Südliche Schirrantilope in Süd- und Ostafrika, die Hochland-Schirrantilope (T. meneliki) in Äthiopien und die Ostküsten-Schirrantilope (T. fasciatus) im südlichen Somalia und in den Küstenregionen von Kenia umfasst. Innerhalb der Tragelaphus scriptus-Gruppe ist die Sambia-Schirrantilope die basale Schwestergruppe einer Klade, die die drei anderen Arten umfasst.

## Gefährdung
Die IUCN unterscheidet nicht zwischen den verschiedenen Arten der Buschböcke, hält den Artenschwarm insgesamt aber für ungefährdet. Da sie keine Herden bilden, relativ scheu sind und sich meist versteckt halten können sie auch in Gebieten mit menschlicher Besiedlung überleben. Durch die Entwaldungen am Südrand der äquatorialen Regenwaldzone im Kongobecken könnte sich die Sambesi-Schirrantilope nach Norden ausbreiten, da sich das geschlossene Kronendach öffnet.